# Bent Dahl
Bent Dahl (n. 5 octombrie 1970, în Drammen) este un antrenor de handbal din Norvegia. În septembrie 2021, Dahl a fost numit antrenorul principal al echipei de handbal feminin SCM Râmnicu Vâlcea. Între 20 ianuarie 2021 și 30 iunie 2022, Bent Dahl a fost și antrenor secund al echipei naționale a României, iar pe 30 august 2022 a fost prezentat ca antrenor principal al echipei naționale a Cehiei.

## Cariera
Bent Dahl și-a început cariera în 1997, în orașul natal, unde a antrenat echipa locală Drammen HK⁠(d). În 1999, el a fost analist video al al selecționatei feminine a Norvegiei, iar între 1999 și 2008 a antrenat loturile naționale de tineret și juniori.
În anii următori, Dahl a pregătit alte grupări norvegiene, Oppsal Elite și Skrim Kongsberg⁠(d), precum și selecționata națională a Italiei. În 2014, el a câștigat Cupa Campionilor EHF la handbal de plajă cu echipa Skrim Kongsberg. Între 2018 și 2021, Dahl a fost antrenorul secund, apoi antrenorul principal al echipei ungare Siófok KC, cu care a câștigat Cupa EHF în 2019.
Bent Dahl este deținător al licenței master coach, absolvent în 2018 al unui master pe linie academică al Federației Europene de Handbal (EHF), lector al EHF și membru al convenției RINCK a EHF. Între 2012 și 2013 a lucrat la Federația Rusă de Handbal⁠(d), iar între august 1999 și iunie 2020 a fost și profesor la Liceul Sportiv din Drammen.

## Palmares
Antrenor
Club
- Cupa EHF:
  -  Câștigător: 2019 (cu Siófok KC)

- Cupa Campionilor EHF (handbal de plajă):
  -  Câștigător: 2014 (cu Skrim Kongsberg)
  - Medalie de bronz: 2015 (cu Skrim Kongsberg)

- Liga Națională:
  -  Locul 3: 2022

- Cupa României:
  -  Finalistă: 2022

- Nemzeti Bajnokság I:
  -  Locul 3: 2019